# Mochou Hu
Mochou Hu (chinesisch 莫愁湖 ‚See der Sorglosigkeit‘) ist ein See an der Ingrid-Christensen-Küste des ostantarktischen Prinzessin-Elisabeth-Lands. Er liegt unmittelbar westlich der chinesischen Zhongshan-Station am nördlichen Ende der Halbinsel Xiehe Bandao in den Larsemann Hills.
Chinesische Wissenschaftler benannten ihn 1989 im Zuge von Vermessungs- und Kartierungsarbeiten.